# Liste von Burgen, Schlössern und Festungen im Département Loire
Die Liste von Burgen, Schlössern und Festungen im Département Loire listet bestehende und abgegangene Anlagen im Département Loire auf. Das Département zählt zur Region Auvergne-Rhône-Alpes in Frankreich.

Wappen des Départements Loire (42)
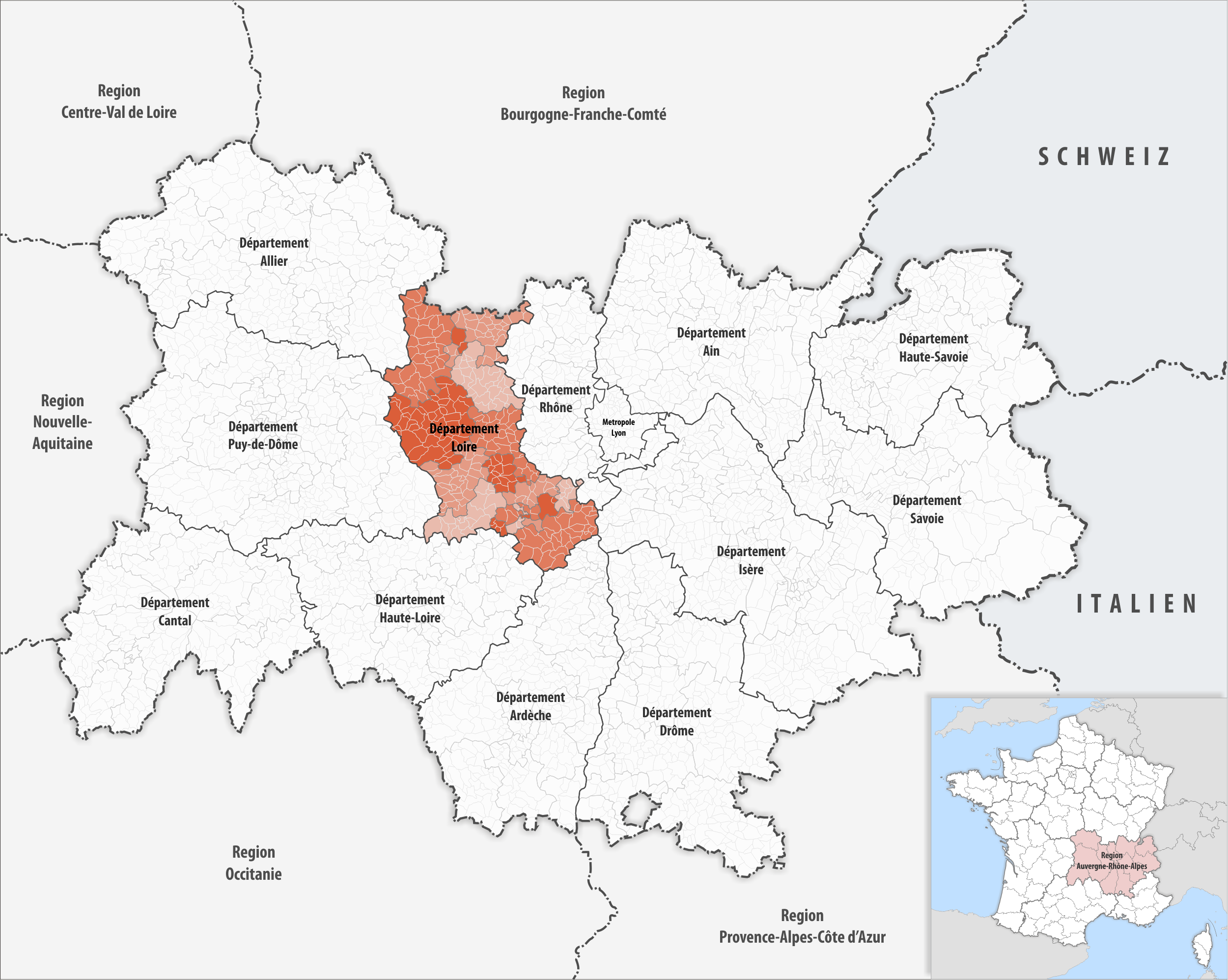
Lage des Départements Loire in der Region Auvergne-Rhône-Alpes
Lage der Region Auvergne-Rhône-Alpes in Frankreich

## Liste
Bestand am 28. Oktober 2021: 52
| Name deu / fra                                                      | Gemeinde / Lage                               | Typ (Untertyp)         | Bemerkungen | Bild |
| ------------------------------------------------------------------- | --------------------------------------------- | ---------------------- | --- | ---- |
| Schloss Ailly Château d'Ailly                                       | Parigny 46,001169° N, 4,092663° O             | Schloss                | Doku über das Schloss (fr) |      |
| Schloss L’Aubépin Château de l'Aubépin                              | Fourneaux                                     | Schloss                | |      |
| Schloss La Baraillère Château de la Baraillère                      | Saint-Just-Saint-Rambert                      | Schloss                | |      |
| Schloss La Bastie d’Urfé Château de la Bâtie d'Urfé                 | Saint-Étienne-le-Molard                       | Schloss                | Die Gesellschaft für Geschichte und Archäologie des Forez La Diana kümmert sich um Pflege und Unterhalt. Jährlich veranstaltet sie außerdem das Kultur- und Theaterfestival L’Estival d’Urfé, das u. a. hier stattfindet. |      |
| Schloss Beaucresson Château de Beaucresson                          | Renaison 46,066607° N, 3,933993° O            | Schloss                | Abgegangen, nur die Gebäude drumherum sind erhalten und in Betrieb |      |
| Schloss Beauvoir Château de Beauvoir                                | Arthun                                        | Schloss                | |      |
| Schloss Bellegarde-en-Forez Château de Bellegarde-en-Forez          | Bellegarde-en-Forez                           | Schloss                | |      |
| Schloss La Bernarde Château de la Bernarde                          | Renaison                                      | Schloss                | |      |
| Schloss La Bertrandière Château de la Bertrandière                  | L’Étrat 45,486212° N, 4,361545° O             | Schloss                | An der Allée de la Bertrandière |      |
| Schloss Boën Château de Boën                                        | Boën-sur-Lignon                               | Schloss                | Heute das Musée des Vignerons du Forez (Museum der Winzer von Forez) |      |
| Schloss Bonson Château de Bonson                                    | Bonson                                        | Schloss                | |      |
| Schloss Bouthéon Château de Bouthéon                                | Andrézieux-Bouthéon                           | Schloss                | |      |
| Schloss Les Bruneaux Château des Bruneaux                           | Firminy 45,380505° N, 4,282272° O             | Schloss                | |      |
| Schloss Chalain Château de Chalain                                  | Chalain-d’Uzore                               | Schloss                | |      |
| Burg Chalmazel Château de Chalmazel                                 | Chalmazel                                     | Burg                   | Wurde zeitweise als Krankenhaus genutzt (bis 1972) |      |
| Schloss La Chambre Château de la Chambre                            | Saint-Haon-le-Vieux                           | Schloss                | |      |
| Schloss Champagny Château de Champagny                              | Saint-Haon-le-Vieux                           | Schloss                | |      |
| Schloss Château-Grillet Château de Château-Grillet                  | Vérin                                         | Schloss                | Inmitten eines Weinbergs gelegen |      |
| Schloss Chatellus Château de Chatellus                              | Châtelus 45,596572° N, 4,465346° O            | Schloss                | Schlossgebäude mit älterem massivem Wehrturm |      |
| Schloss Chenereilles Château de Chenereilles                        | Chenereilles                                  | Schloss                | |      |
| Schloss Chevrières Château de Chevrières                            | Chevrières                                    | Schloss                | |      |
| Burg Cleppé Château de Cleppé                                       | Cleppé                                        | Burg                   | Ruine |      |
| Burg Couzan Château de Couzan                                       | Sail-sous-Couzan                              | Burg                   | Die Gesellschaft für Geschichte und Archäologie des Forez La Diana kümmert sich um den Erhalt der Ruine |      |
| Schloss Cuzieu Château de Cuzieu                                    | Cuzieu                                        | Schloss                | |      |
| Burg Écotay Donjon d'Écotay                                         | Écotay-l’Olme                                 | Burg (Turm)            | Ruine |      |
| Burg Essalois Château d'Essalois                                    | Chambles                                      | Burg                   | Ruine |      |
| Ortsbefestigung Estivareilles Château de Estivareilles              | Estivareilles                                 | Burg (Ortsbefestigung) | Bis auf wenige Reste verschwunden |      |
| Schloss Feugerolles Château de Feugerolles                          | Le Chambon-Feugerolles                        | Schloss                | |      |
| Burg Grangent Château de Grangent                                   | Saint-Just-Saint-Rambert                      | Burg                   | Ruine |      |
| Schloss Marandière Château de Marandière                            | Estivareilles                                 | Schloss                | |      |
| Schloss Matel Château de Matel                                      | Roanne                                        | Schloss                | |      |
| Schloss La Merlée Château de la Merlée                              | Saint-Just-Saint-Rambert                      | Schloss                | |      |
| Burg Montrond Château de Montrond                                   | Montrond-les-Bains                            | Burg                   | Ruine |      |
| Abteiburg Pommiers-en-Forez Château de Pommiers-en-Forez            | Pommiers                                      | Burg (Abteiburg)       | Ehemaliges Kloster |      |
| Schloss Quérezieux Château de Quérezieux                            | Écotay-l’Olme 45,580526° N, 4,029995° O       | Schloss                | Im Weiler Quérezieux gelegen |      |
| Herrenhaus La Prévôté Maison dite la Prévôté                        | Parigny                                       | Schloss (Herrenhaus)   | Haus des Vogts |      |
| Burg La Roche Château de la Roche                                   | Saint-Priest-la-Roche                         | Burg                   | |      |
| Burg Rochetaillée Château de Rochetaillée                           | Saint-Étienne                                 | Burg                   | Ruine |      |
| Schloss Saint-Bonnet-les-Oules Château de Saint-Bonnet-les-Oules    | Saint-Bonnet-les-Oules                        | Schloss                | |      |
| Schloss Saint-Marcel-de-Félines Château de Saint-Marcel-de-Félines  | Saint-Marcel-de-Félines                       | Schloss                | |      |
| Burg Sainte-Anne Château Sainte-Anne                                | Marcilly-le-Châtel                            | Burg                   | Ruine |      |
| Abteiburg Sainte-Croix-en-Jarez Chartreuse de Sainte-Croix-en-Jarez | Sainte-Croix-en-Jarez                         | Burg (Abteiburg)       | Ehemaliges befestigtes Kloster des Kartäuserordens (Kartause) |      |
| Schloss Sarron Château de Sarron                                    | Fourneaux                                     | Schloss                | |      |
| Schloss Sury Château de Sury                                        | Sury-le-Comtal                                | Schloss                | Hatte wie viele Schlösser eine ältere Burg als Vorgänger, siehe Zeichnung |      |
| Schloss Taron Château de Taron                                      | Renaison                                      | Schloss                | |      |
| Burg Urfé Château d'Urfé                                            | Champoly                                      | Burg                   | Ruine |      |
| Schloss Vaugirard Château de Vaugirard                              | Champdieu                                     | Schloss                | |      |
| Festes Haus Le Vernay Maison forte du Vernay                        | Saint-Galmier                                 | Burg (Festes Haus)     | |      |
| Schloss Villars Château de Villars (Château du maréchal)            | La Chapelle-Villars 45,473315° N, 4,712677° O | Schloss                | Marschallschloss |      |
| Schloss Virieu Château de Virieu                                    | Pélussin                                      | Schloss                | |      |
| Burg Vivert Château de Vivert                                       | L’Étrat 45,496524° N, 4,389723° O             | Burg                   | Reste erhalten, im Weiler Vivert |      |
| Schloss Vougy Château de Vougy                                      | Vougy                                         | Schloss                | |      |